# Matho

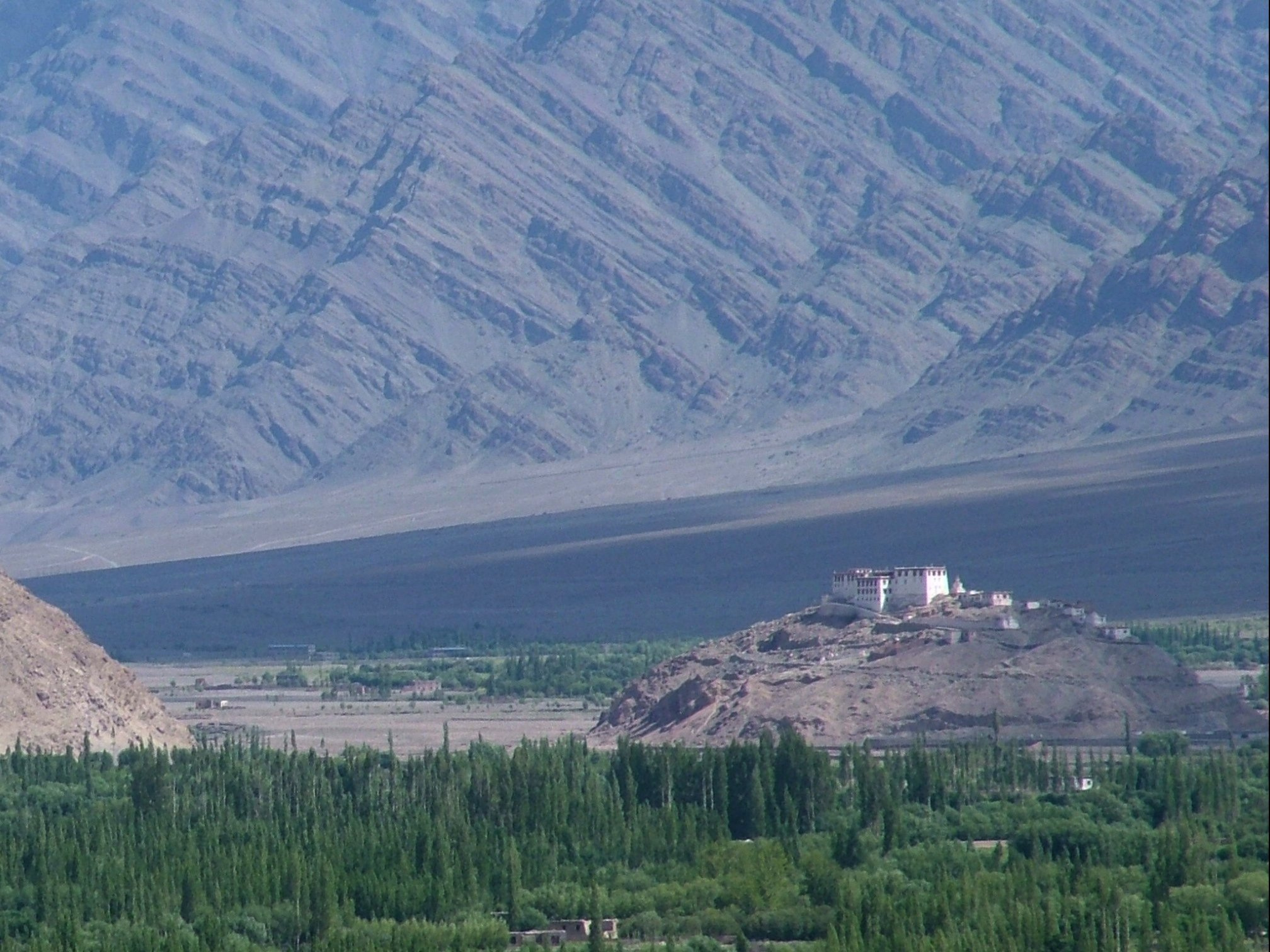
Pohled na klášter

Matho je buddhistický klášter (gompa) v Ladaku na východ od Léhu na náspu nad řekou Indus. Známější a navštěvovanější klášter Tikse se nachází nedaleko na západ a klášter v Hemiši jihovýchodně.
Klášter je jediným sakjapovským klášterem v Ladaku. Koná se zde věštecký festival, kdy 60 zde žijících lamů otevírá dvě věštírny „Rongzam“. Nachází se zde také kolekce thangk z 16. století.